# 彭尼希爾 (特拉華州)
彭尼希爾（英語：Penny Hill）是位於美國特拉華州紐卡斯爾縣的一個非建制地區。該地的面積和人口皆未知。

## 地理
彭尼希爾的座標為39°46′07″N 75°30′52″W / 39.76861°N 75.51444°W，而該地的平均海拔高度為40米（即131英尺）。